# 徐鸣杰
徐鸣杰（英語：Jeffrey Xu，1988年10月3日—），中国上海籍新加坡男演员兼主持人。擅长演戏、唱歌、主持及跳舞。他也是新传媒八公子成员之一。2010年参加《才华横溢出新秀》获得冠军并出道。出道的第一部作品是新传媒8频道电视剧《阿娣》饰演郑逸民。现为新传媒旗下新艺经纪（TCA）的经纪合约男艺人。

## 演艺生涯

### 出道前
2010年，参加第10屆《才华横溢出新秀》获得冠军并出道。

### 2011年：出道、首部電視劇《阿娣》
2011年，参演第一部作品新传媒8频道电视剧《阿娣》饰演郑逸民，新传媒网路剧《PK爱情》饰演尼古拉斯（Nicholas），新传媒8频道电视剧《万福楼》饰演黄福圆和主持新传媒8频道电视节目《我的小小发明》。

### 2012年至2015年：出演电视剧《我要嫁出去》
2012年，参演新传媒8频道电视剧《微笑正义》客串保罗（Paul），新传媒8频道电视剧《我要嫁出去》饰演徐晓东，参与主持新传媒8频道电视节目《IQ超人》，新传媒U频道电视节目《潮人攻略》，《日本美食通》，《周末自由行》和参与新传媒8频道电视节目《小毛病大问题》的录制担任嘉宾和入围红星大奖《最佳新人奖》。
2013年，参演新传媒8频道电视剧《阿兵新传》饰演陈杰熙，新传媒8频道电视剧《小小传奇》饰演阿辉和参与主持新传媒U频道电视节目《潮人攻略2》，主持新传媒8频道电视节目《知新小玩家》，《红星大奖2013》第一场《闪亮八方》及《手机应用程序》，凭《我要嫁出去》饰演徐晓东获得亚洲电视大奖最佳男配角。
2014年，参演新传媒8频道电视剧《三个愿望》林义工，新传媒U频道电视剧《冲锋》饰演萧一展，新传媒8频道电视剧《球在你脚下》和参与主持新传媒U频道电视节目《哪里出问题？2之食在有问题》，《爱旅游(Love Travels)》，《潮人攻略3》，新传媒8频道《小房子大投资》，新传媒U频道《红星大奖2014庆功宴》，《Wasabi新体验2》，担任新传媒8频道电视节目《小毛病大问题3》嘉宾。
2015年，参演新传媒8频道电视剧《人生无所畏》饰演特莱杜(Try Toh)，新传媒8频道电视剧《起飞》饰演徐文杰，新传媒8频道电视剧《吻我吧，住家男》饰演徐志成，新传媒8频道电视剧《信约:我们的家园》饰演洪锐，新传媒8频道电视剧《虎妈来了》饰演张国强，新传媒8频道电视剧《初一的心愿》饰演林忠恳和跨台到Yes933电台充当电台广播员(DJ)，主持电台节目Yeah夜。

### 2016年至2020年：出演电视剧《富贵平安》、《最强岳母》
2016年，参演新传媒8频道电视剧《绝世好工》饰演何家政，新传媒8频道电视剧《富贵平安》饰演鹿小强，新传媒8频道电视剧《复仇女王》饰演刘振阳和新传媒8频道电视剧《家有一保》饰演师奶杀手。
2017年，参演新传媒8频道电视剧《最强岳母》饰演陈健，新传媒8频道电视剧《小人物向前冲》饰演徐涛，新传媒8频道电视剧《相信我》饰演周建南。
2018年，参演新传媒Toggle网络剧《料理人生》饰演张友名，香港电视娱乐及新传媒首次合作拍攝製作的电视剧《已读不回》饰演周稻文和新传媒Toggle网络剧《加文纳桥的约定》饰演朱将纯。
2019年，参演新传媒Toggle网络剧《都市狂想之单身税》饰演皮吉（Piggy），新传媒Toggle网络剧《I’m Madam 女友变身记》饰演陈赫(Hulk Tan)，新传媒8频道电视剧《我的万里挑一》饰演叶见贤，新传媒Toggle网络剧《游乐场》饰演杰-郭汉娜男友（Jed）。
2020年，参演由中国爱奇艺和新加坡长信传媒制作的中国电视剧《小娘惹》饰演黄天宝，新传媒8频道电视剧《我的女侠罗明依》饰演龚王爷。

### 2021年至今：出演电视剧《肃战肃绝》
2021年，参演新传媒8频道电视剧《很久以后的未来》饰演伍世雄，新传媒meWATCH网络剧《小心啊！谢宇航》饰演陈俊峰。同年，出演扫毒为题材的新传媒8频道电视剧《肃战肃绝》，徐鸣杰在剧中则饰演张哲通的哥哥“林金雄”。
2022年，凭借《肃战肃绝》在红星大奖2022夺下“最佳男配角”奖。同年，第27届亚洲电视大奖，凭《肃战肃绝》再夺“最佳男配角”奖。
2023年，红星大奖2023凭反派角色被观众投选为“最讨人厌大反派”。

## 音乐作品
| 年份   | 专辑名称                     | 歌曲名称         | 合唱                                                   | 备注 |
| 2014年 | 新传媒群星贺岁《金马献万福》 | 这一天           | 庞蕾馨、张振寰、雅慧、袁帅                             | 合辑 |
| 2015年 | 新传媒群星贺岁《金羊添吉祥》 | 嘻嘻哈哈同过新年 | 张振寰、陈泂江、陈罗密欧、徐彬、方伟杰、包勋评、冯伟衷 | 合輯 |
| 2016年 | 新传媒群星贺岁《金猴添喜庆》 | 凑热闹吉祥传四方 | 陈凤玲、黄思恬、冯伟衷                                 | 合辑 |

## 影视作品

### 电视剧
| 年份   | 频道                      | 剧名            | 角色            | 性质   |
| 2011年 | 新传媒8频道               | 《阿娣》        | 郑逸民          | 男配角 |
| 2011年 | 新传媒8频道               | 《万福楼》      | 黄福圆          | 男配角 |
| 2012年 | 新传媒8频道               | 微笑正义        | 保罗(Paul)      | 客串   |
| 2012年 | 新传媒8频道               | 我要嫁出去      | 徐晓东          | 男配角 |
| 2013年 | 新传媒8频道               | 阿兵新传        | 陈杰熙          | 男主角 |
| 2013年 | 新传媒8频道               | 小小传奇        | 阿辉            | 男配角 |
| 2014年 | 新传媒8频道               | 三个愿望        | 林义工          | 次要角 |
| 2014年 | 新传媒U频道               | 冲锋            | 萧一展          | 男配角 |
| 2014年 | 新传媒8频道               | 球在你脚下      | 未知            | 次要角 |
| 2015年 | 新传媒8频道               | 人生无所畏      | 特莱杜(Try Toh) | 次要角 |
| 2015年 | 新传媒8频道               | 起飞            | 徐文杰          | 次要角 |
| 2015年 | 新传媒8频道               | 吻我吧，住家男  | 徐志成          | 男配角 |
| 2015年 | 新传媒8频道               | 信约.我们的家园 | 洪锐            | 男配角 |
| 2015年 | 新传媒8频道               | 虎妈来了        | 张国强          | 男配角 |
| 2015年 | 新传媒8频道               | 初一的心愿      | 林忠恳          | 男配角 |
| 2016年 | 新传媒8频道               | 绝世好工        | 何家政          | 次要角 |
| 2016年 | 新传媒8频道               | 富贵平安        | 鹿小强          | 男配角 |
| 2016年 | 新传媒8频道               | 复仇女王        | 刘振阳          | 男配角 |
| 2016年 | 新传媒8频道               | 家有一保        | 师奶杀手        | 次要角 |
| 2017年 | 新传媒8频道               | 最强岳母        | 陈健            | 男配角 |
| 2017年 | 新传媒8频道               | 小人物向前冲    | 徐涛            | 男配角 |
| 2017年 | 新传媒8频道               | 相信我          | 周建南          | 男配角 |
| 2018年 | 香港电视娱乐及新传媒8频道 | 已读不回        | 周稻文          | 男配角 |
| 2019年 | 新传媒8频道               | 我的万里挑一    | 叶见贤          | 男配角 |
| 2020年 | 新传媒8频道               | 我的女侠罗明依  | 龚王爷          | 男配角 |
| 2021年 | 新传媒8频道               | 很久以后的未来  | 伍世雄          | 男配角 |
| 2021年 | 新传媒8频道               | 肃战肃绝        | 林金雄          | 男配角 |
| 2021年 | 新传媒8频道               | 邻里帮          | 林书豪          | 客串   |
| 2022年 | 新传媒8频道               | 快跑吧，丽娇    | 沈建明          | 男配角 |
| 2022年 | 新传媒8频道               | 医生不是神      | Dr King         | 客串   |
| 2022年 | 新传媒8频道               | 黑天使          | 顾旺明          | 男配角 |
| 2023年 | 新传媒8频道               | 黄金巨塔        | 柯男            | 男配角 |
| 2023年 | 新传媒8频道               | 家人之间        | 陈正果          | 男主角 |

### 网络剧
| 年份   | 频道                    | 剧名                  | 角色               | 性质   |
| 2011年 | xinmsn                  | 《PK爱情》            | 尼古拉斯(Nicholas) | 男配角 |
| 2018年 | 新传媒Toggle            | 料理人生              | 张友名             | 男配角 |
| 2018年 | 新传媒Toggle            | 加文纳桥的约定        | 朱将纯             | 男配角 |
| 2019年 | 新传媒Toggle            | 都市狂想之单身税      | 皮吉(Piggy)        | 男配角 |
| 2019年 | 新传媒Toggle            | 女友变身记(I’m Madam) | 陈赫(Hulk Tan)     | 男配角 |
| 2019年 | 新传媒Toggle            | 游乐场                | 杰-郭汉娜男友(Jed) | 次要角 |
| 2020年 | 中国爱奇艺、新传媒8频道 | 小娘惹                | 黄天宝             | 男配角 |
| 2021年 | 新传媒meWATCH           | 小心啊！谢宇航        | 陈俊峰             | 男配角 |

### 电影
| 年份   | 剧名                                     | 角色               | 国家   | 性质   |
| 2016年 | 最佳伙扮                                 | 陈俊               | 新加坡 | 次要角 |
| 2018年 | 共和国食品(英语电影：Republic of Food)   | 张逸茂(ZhangYimao) | 新加坡 | 男配角 |
| 2018年 | 哦！斜视 III (英语电影：Oh! Squints III) | 杨道荣             | 新加坡 | 次要角 |
| 2020年 | 超磅名模                                 | 理发师             | 新加坡 | 男配角 |

### 节目
| 年份   | 频道        | 节目名称                                          | 期数   | 性质   | 备注     |
| 2010年 | 新传媒8频道 | 才华横溢出新秀                                    | 决赛   | 参赛者 | 电视节目 |
| 2011年 | 新传媒8频道 | 我的小小发明                                      | 全集   | 主持   | 电视节目 |
| 2012年 | 新传媒8频道 | IQ超人                                            | 全集   | 主持   | 电视节目 |
| 2012年 | 新传媒U频道 | 日本美食通                                        | 全集   | 主持   | 电视节目 |
| 2012年 | 新传媒U频道 | 周末自由行                                        | 全集   | 主持   | 电视节目 |
| 2012年 | 新传媒8频道 | 小毛病大问题                                      | 未知   | 嘉宾   | 电视节目 |
| 2013年 | 新传媒U频道 | 潮人攻略2                                         | 全集   | 主持   | 电视节目 |
| 2013年 | 新传媒8频道 | 知新小玩家                                        | 全集   | 主持   | 电视节目 |
| 2013年 | 新传媒8频道 | 红星大奖2013 第一场《闪亮八方》及《手机应用程序》 | 1      | 主持   | 电视节目 |
| 2014年 | 新传媒U频道 | 哪里出问题？2之食在有问题                         | 全集   | 主持   | 电视节目 |
| 2014年 | 新传媒U频道 | 爱旅游(Love Travels)                              | 全集   | 主持   | 电视节目 |
| 2014年 | 新传媒U频道 | 潮人攻略3                                         | 全集   | 主持   | 电视节目 |
| 2014年 | 新传媒8频道 | 小房子大投资                                      | 全集   | 主持   | 电视节目 |
| 2014年 | 新传媒U频道 | 红星大奖2014庆功宴                                | 1      | 主持   | 电视节目 |
| 2014年 | 新传媒U频道 | Wasabi新体验2 (Find The Wasabi2)                  | 全集   | 主持   | 电视节目 |
| 2014年 | 新传媒8频道 | 小毛病大问题3                                     | 未知   | 嘉宾   | 电视节目 |
| 2015年 | YES933      | Yeah夜                                            | 不適用 | 主持   | 电台节目 |

## 荣誉及奖项
| 年份   | 届次               | 奖项                             | 作品         | 角色   | 地区   | 结果 |
| 2010年 | 2010才华横溢出新秀 | 冠军                             | 不適用       | 不適用 | 新加坡 | 獲獎 |
| 2012年 | 第18届红星大奖     | 最佳新人奖                       | 阿娣         | 郑逸民 | 新加坡 | 提名 |
| 2013年 | 第18届亚洲电视大奖 | 最佳男配角                       | 我要嫁出去   | 徐晓东 | 亚洲   | 獲獎 |
| 2014年 | 第19届亚洲电视大奖 | 最佳男配角                       | 小小传奇     | 阿辉   | 亚洲   | 提名 |
| 2014年 | 第19届亚洲电视大奖 | 最佳男配角                       | 冲锋         | 萧一展 | 亚洲   | 提名 |
| 2014年 | 第20届红星大奖     | 最佳男配角                       | 我要嫁出去   | 徐晓东 | 新加坡 | 提名 |
| 2015年 | 第21届红星大奖     | Toggle杰出公子奖                 | 不適用       | 不適用 | 新加坡 | 提名 |
| 2016年 | 第22届红星大奖     | Toggle人气BFF(闺蜜/死党)和方伟杰 | 不適用       | 不適用 | 新加坡 | 提名 |
| 2016年 | 第22届红星大奖     | 十大最欢迎男艺人                 | 不適用       | 不適用 | 新加坡 | 獲獎 |
| 2017年 | 第23届红星大奖     | 最佳男配角                       | 富贵平安     | 鹿小强 | 新加坡 | 提名 |
| 2017年 | 第23届红星大奖     | 十大最欢迎男艺人                 | 不適用       | 不適用 | 新加坡 | 提名 |
| 2018年 | 第24届红星大奖     | Bioskin魅力四射奖                | 不適用       | 不適用 | 新加坡 | 提名 |
| 2018年 | 第24届红星大奖     | 最佳主题曲                       | 小人物向前冲 | 不適用 | 新加坡 | 提名 |
| 2021年 | 第26红星大奖       | 十大最欢迎男艺人                 | 不適用       | 不適用 | 新加坡 | 提名 |
| 2022年 | 第27届红星大奖     | 最佳男配角                       | 肃战肃绝     | 林金雄 | 新加坡 | 獲獎 |
| 2022年 | 第27届红星大奖     | 十大最欢迎男艺人                 | 不適用       | 不適用 | 新加坡 | 提名 |
| 2022年 | 第27届亚洲电视大奖 | 最佳男配角                       | 肃战肃绝     | 林金雄 | 亚洲   | 獲獎 |
| 2023年 | 第28届红星大奖     | 最讨人厌大反派                   | 黑天使       | 顾旺明 | 新加坡 | 獲獎 |
| 2023年 | 第28届红星大奖     | 十大最欢迎男艺人                 | 不適用       | 不適用 |        |      |